# Tukios
Tukios, pseudonimo di Salvatore Tukios (Napoli, 1991), è un artista e writer italiano.

## Biografia
Tukios ha incominciato a farsi conoscere a partire dal 2006 attraverso una serie di graffiti eseguiti su treni e muri, nelle periferie e nel centro storico di Napoli. Lo stile dei primi lavori realizzati con bomboletta spray erano incentrati sullo studio delle lettere, elemento centrale nella cultura del graffiti- writing. Negli ultimi anni ha iniziato una collaborazione con lo street artist Jorit, con cui condivide la creazione di numerose opere a più mani di enormi dimensioni, come quella dedicata al calciatore Diego Armando Maradona e a Che Guevara, situate entrambe nel "Bronx" di San Giovanni a Teduccio, quartiere della periferia orientale di Napoli e ad altre opere sparse in tutta la città metropolitana e in giro per il mondo.

## Opere

### Italia
In Italia è attivo principalmente a Napoli, dove ha realizzato assieme a Jorit numerosi dipinti di grandi dimensioni, su facciate di edifici e spiazzali. Alcune sue opere sono state realizzate anche a Firenze e Roma.
- Diego e Niccolò", opera cominciata nel 2017 e completata l'anno seguente sulle facciate cieche del cosiddetto "Bronx", una struttura architettonica di 10 piani tristemente nota per episodi legati all'attività criminale.[4]
- All'inizio del 2019 vengono inaugurati due nuovi murales "Pasolini" e "Angela Davis" a Scampia.
- Nello spiazzale della stazione della circumflegrea di Quarto Officina, realizzano un'opera raffigurante Rosa Parks, figura simbolo del movimento per i diritti civili, divenuta famosa per aver rifiutato nel 1955 di cedere il posto su un autobus a un bianco, dando così origine al boicottaggio dei bus a Montgomery.[5]
- Sulle facciate degli edifici del "Rione cavour" di Barra, quartiere di Napoli Est, partecipa ad un progetto assieme ad altri artisti tra cui: Jorit, il peruviano Calaveras e il cileno Mono González. una delle opere rappresenta Salvador Allende, già presidente della Repubblica del Cile, morto nel 1973 durante un colpo di Stato militare. Un'altra invece raffigura “Un bambino che guarda da una toppa” con il viso coperto dalla Kefiah, il tradizionale capo di abbigliamento diventato il simbolo della resistenza dei palestinesi all’occupazione degli stranieri.[6]
- A Firenze, in via Canova 25 nel quartiere Isolotto, su di un palazzo popolare, dipingono insieme il volto di Antonio Gramsci, uno dei fondatori del Partito Comunista d’Italia.[7]
- Il 22 febbraio 2021 realizzano a Roma un murale raffigurante Valerio Verbano, un militante comunista, ucciso nel 1980, con un colpo di arma da fuoco, in un agguato da parte di tre fascisti che si erano introdotti nella sua abitazione.[8]

### Palestina

Il volto della giovane attivista Ahed Tamimi dipinto da Jorit e Tukios sulla barriera di separazione israeliana

Nel luglio del 2018 Tukios e Jorit realizzano a Betlemme nei pressi del The Walled Off Hotel, sulla barriera di separazione israeliana,un'opera raffigurante la giovane attivista palestinese, Ahed Tamimi, arrestata il 19 dicembre 2017 per aver aggredito due militari israeliani dopo aver saputo che il cugino di 15 anni era stato ferito da un colpo ravvicinato alla testa durante una protesta. L'opera costerà ai due 24 ore di prigionia nelle carceri israeliane e un foglio di via dal territorio israeliano di 10 anni.

### Russia

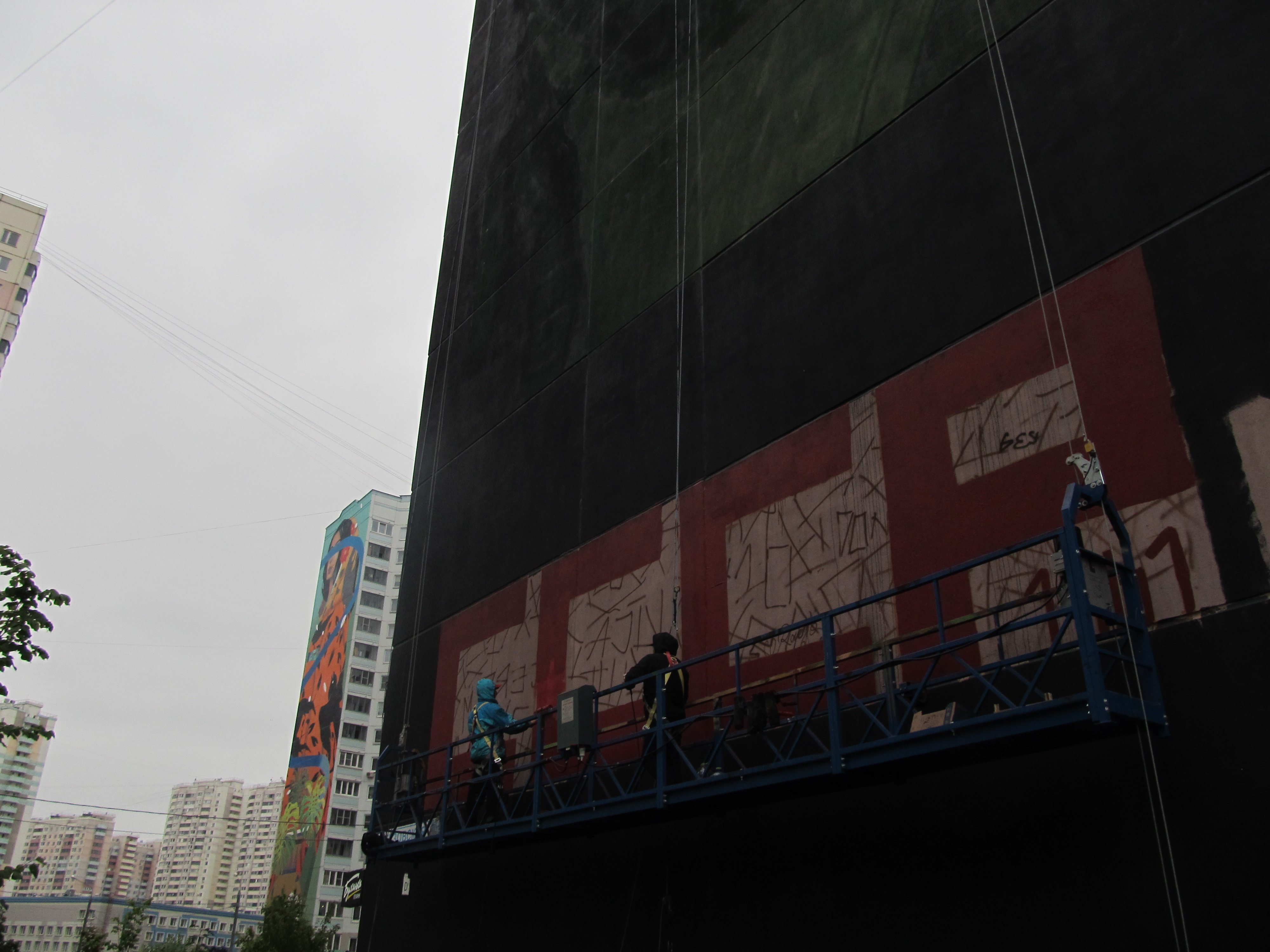
Frammento del murale Jurij Gagarin

Nell'estate del 2019, durante il festival di street art "Urban Morphogenesis" nella città di Odincovo, sulla facciata di un palazzo di venti piani, dipinge assieme a Jorit il volto di Jurij Gagarin, il cosmonauta sovietico primo uomo nello spazio, durante la missione Vostok 1 nel 12 aprile 1961. Alla base del murale è presente l'acronimo "CCCP", sigla cirillica, traslitterata SSSR, che sta per Sojuz Sovietskich Socialističeskich Respublik (Сою́з Сове́тских Социалисти́ческих Респу́блик), in italiano Unione delle Repubbliche Socialiste Sovietiche (URSS). È il ritratto di Gagarin più grande nel mondo.